# Зубко, Денис Иванович
Дени́с Ива́нович Зубко́ (род. 7 ноября 1974, Петрозаводск, СССР) — российский футболист, выступавший на позиции нападающего, затем — футбольный тренер.

## Карьера

### Клубная
Воспитанник петрозаводской ДЮСШ-7. Первые тренеры — Владимир Александрович Бураков и Станислав Александрович Ильинский. В 1991 году играл во второй низшей лиге за «Спартак» Петрозаводск. Старшим тренером команды был ленинградец Олег Терешонков, благодаря которому Зубко оказался в следующем году «Смене-Сатурн», который возглавил Терешонков. В 1993 году Зубко подписал контракт со швейцарским клубом «Цюрих», но выступал за фарм-клуб «Баден». В 1994 году вернулся в «Смену-Сатурн», а в конце года по приглашению Павла Садырина перешёл в «Зенит» за 150 тысяч долларов. В 1997 году перешёл в «Ротор» Волгоград, в составе которого за 8 лет становился призёром чемпионата, участвовал в Кубке УЕФА — 8 матчей, вызывался в сборную России — 4 матча.
Играл за «Урал» Екатеринбург (2005—2006), «Терек» Грозный (2007). В 2008 году выступал за «Кубань» в Первом дивизионе России, сыграл во всех матчах команды в первенстве и Кубке, забил 18 мячей, и по итогам сезона был признан болельщиками лучшим футболистом года в клубе вместе с Аланом Касаевым, им обоим были вручены соответствующие кубки по завершении последней игры сезона 6 ноября.
26 февраля 2009 года стало известно, что Зубко подписал однолетний контракт с казахстанским клубом «Атырау», выступая за который был капитаном команды и стал лучшим бомбардиром клуба в сезоне, забив 9 мячей (из них 5 с пенальти).
6 января 2010 года было сообщено, что Зубко вернулся в «Урал». После окончания сезона контракт продлён не был.
В сезоне 2011/12 вновь выступал за «Ротор»
В сезоне 2012/13 — игрок клуба «Энергия» Волжский.

Быстрый, был всегда нацеленным на ворота нападающим, умел держать в напряжении защиту соперников, смело действовал в единоборствах.— 
Всего в Высшей лиге чемпионата России сыграл 220 матчей и забил 31 гол (результат ещё одного матча, в котором Зубко принимал участие, был аннулирован).

### Тренерская
В марте 2013 года завершил карьеру игрока, став тренером «Энергии». С октября исполнял обязанности главного тренера, с 2014 года — главный тренер клуба. По итогам сезона команда заняла последнее место в зоне «Юг» ПФЛ и прекратила существование, а Зубко перешёл работать помощником главного тренера к Олегу Веретенникову в «Ротор». Перед сезоном 2015/16 стал главным тренером «Карелии», стартовавшей в первенстве ПФЛ, так как у Виктора Дуденкова не было необходимой лицензии. По окончании сезона контракты с футболистами и тренерами продлены не были. С конца февраля 2017 года — главный тренер «Коломны». На весеннюю часть сезона 2018/19 был заявлен тренером, но продолжал руководить тренировочным процессом. 29 апреля 2019 контракт был расторгнут.
В августе 2019 стал главным тренером медиафутбольного клуба «Амкал». 4 сентября 2022 года покинул «Амкал» после матча за 3-е место Московского кубка селебрити (МКС) с 2DROTS, закончившимся поражением со счетом 0:1. Под его руководством «Амкал» выиграл МКС в 2021 году и прошёл два раунда Кубка России в 2022 году. Был номинирован на премию Media Football Awards в категории «Лучший тренер года».
В сентябре 2022 года стал тренером Watch TV (команды Матч ТВ), но уже в начале 2023 года покинул свой пост.
В феврале 2023 года вошёл в тренерский штаб детской команды СШ-7 (2008 г.р.) из Петрозаводска.

### В сборной
Сыграл 4 матча в составе сборной России:
- 30 апреля 1997. Отборочный матч чемпионата мира 1998 года. Россия — Люксембург 3:0. 23 минуты, вышел на замену
- 22 апреля 1998. Товарищеский матч. Россия — Турция 1:0. 30 минут, вышел на замену
- 27 мая 1998. Товарищеский матч. Польша — Россия 3:1. 45 минут, вышел на замену
- 30 мая 1998. Товарищеский матч. Грузия — Россия 1:1. 45 минут, вышел на замену

## Достижения

### Командные
- Серебряный призёр чемпионата России: 1997 (в составе ФК «Ротор»)
- Второе место в первом дивизионе России: 2007 (в составе ФК «Терек»; выход в Премьер-лигу)
- Второе место в первом дивизионе России: 2008 (в составе ФК «Кубань»; выход в Премьер-лигу)
- Третье место в первой лиге России: 1995 (в составе ФК «Зенит»; выход в высшую лигу)
- Обладатель Кубка Казахстана: 2009 (в составе ФК «Атырау»)
- Победитель чемпионата Волгоградской области: 2013 (в составе ФК «Буровик» Жирновск)

### Личные
- В списке 33-х лучших футболистов чемпионата России (1): № 3: 1996